# Họ Dây choại gà
Lomariopsidaceae là một họ dương xỉ với phạm vi phân bố nhiệt đới. Nó là một lần của nhánh eupolypods I thuộc bộ Polypodiales, trong lớp Polypodiopsida, và gồm các chi sau:
- Cyclopeltis
- Lomariopsis
- Thysanosoria

Chi Nephrolepis đôi khi cũng được đặt trong họ này, nhưng vì vị trí trong cây phát sinh loài không chắc chắn, nó được xếp vào ho riêng, Nephrolepidaceae.